# (4542) Mossotti
(4542) Mossotti est un astéroïde de la ceinture principale.

## Description
(4542) Mossotti est un astéroïde de la ceinture principale. Il fut découvert le 30 janvier 1989 à Bologne par l'observatoire San Vittore. Il présente une orbite caractérisée par un demi-grand axe de 3,02 UA, une excentricité de 0,05 et une inclinaison de 11,3° par rapport à l'écliptique.

## Compléments